# Laudermarke (waterschap)
De Laudermarke (ook: Wijk Laudermarke) is een voormalig kanaalwaterschap in de Nederlandse provincie Groningen.
Hoewel de plannen om voor de Wijk Laudermarke een waterschap in te stellen al in 1941 bestonden, werd het pas in 1952 opgericht. Het waterschap onderhield alleen de wijk.
Waterstaatkundig gezien ligt het gebied sinds 2000 binnen dat van het waterschap Hunze en Aa's.